# Anizja
Anizja – imię żeńskie, żeński odpowiednik imienia Anizjusz niejasnego pochodzenia. Według jednych źródeł pochodzi ono od łacińskiego nazwiska Anisia, Anisii niewiadomej proweniencji; według innych jego etymologia jest grecka, od anisos – „niejednakowy”. 
Anizja imieniny obchodzi 30 grudnia, jako wspomnienie św. Anizji, męczennicy, zmarłej ok. 300 roku.
Odpowiedniki w innych językach:
- łacina – Anisia
- język rosyjski – Anisja (Анисья, Анисия)
- język węgierski – Anízia
- język włoski – Anisia

## Kobiety o imieniu Anizja
- Anna (Anisja) – pierwsza żona Iwana Asena II, cara bułgarskiego
- Anicia Wood (ur. 1985) – barbadoska siatkarka